# Berenberg Bank Masters 2012
De derde editie van de Berenberg Bank Masters is gespeeld van 28 juni - 1 juli 2012 op de Golfclub Wörthsee in München. Het toernooi was in de week na het Van Lanschot Open.
Het prijzengeld was € 400.000, titelverdediger was Ian Woosnam.

## Verslag

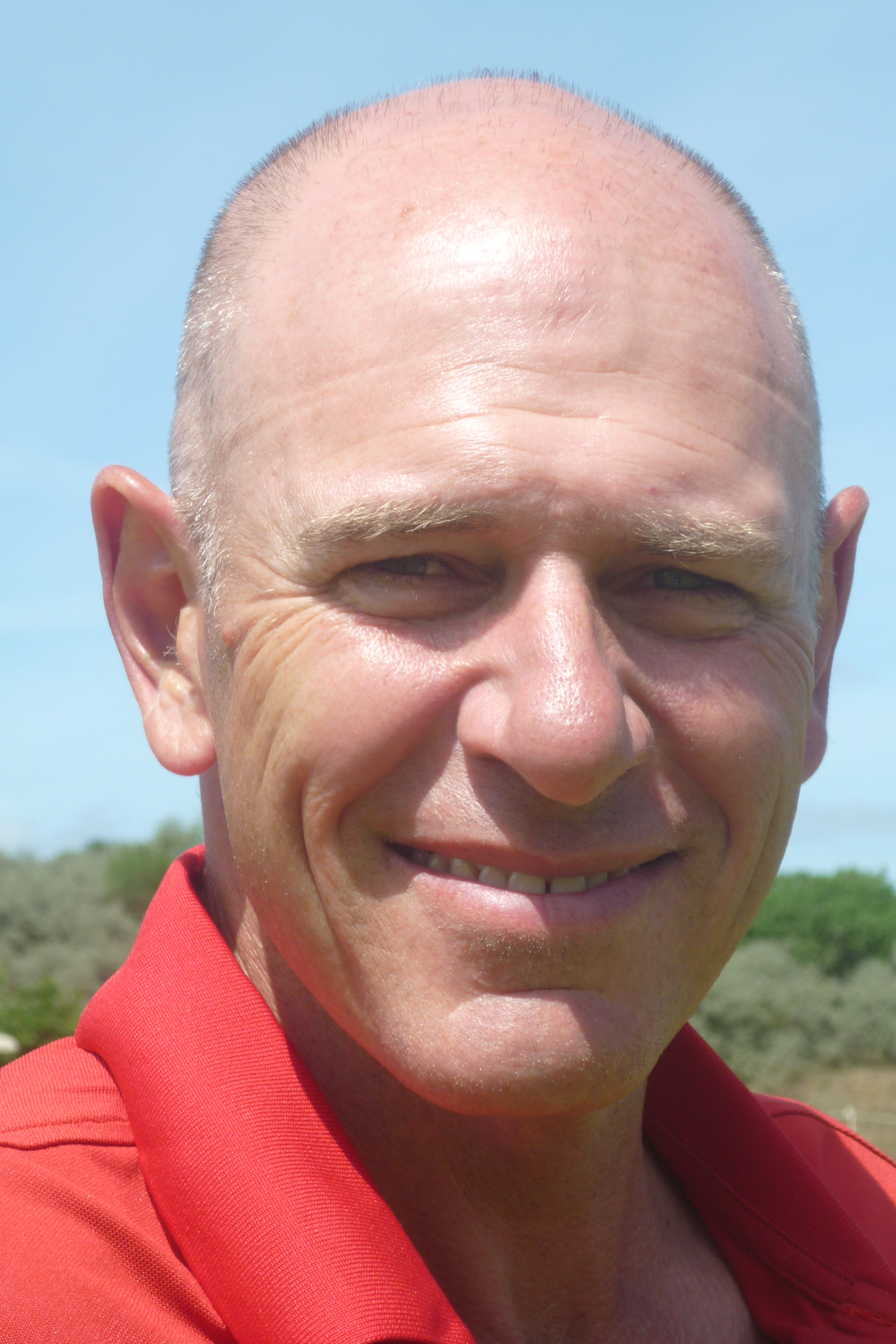
Peter Fowler

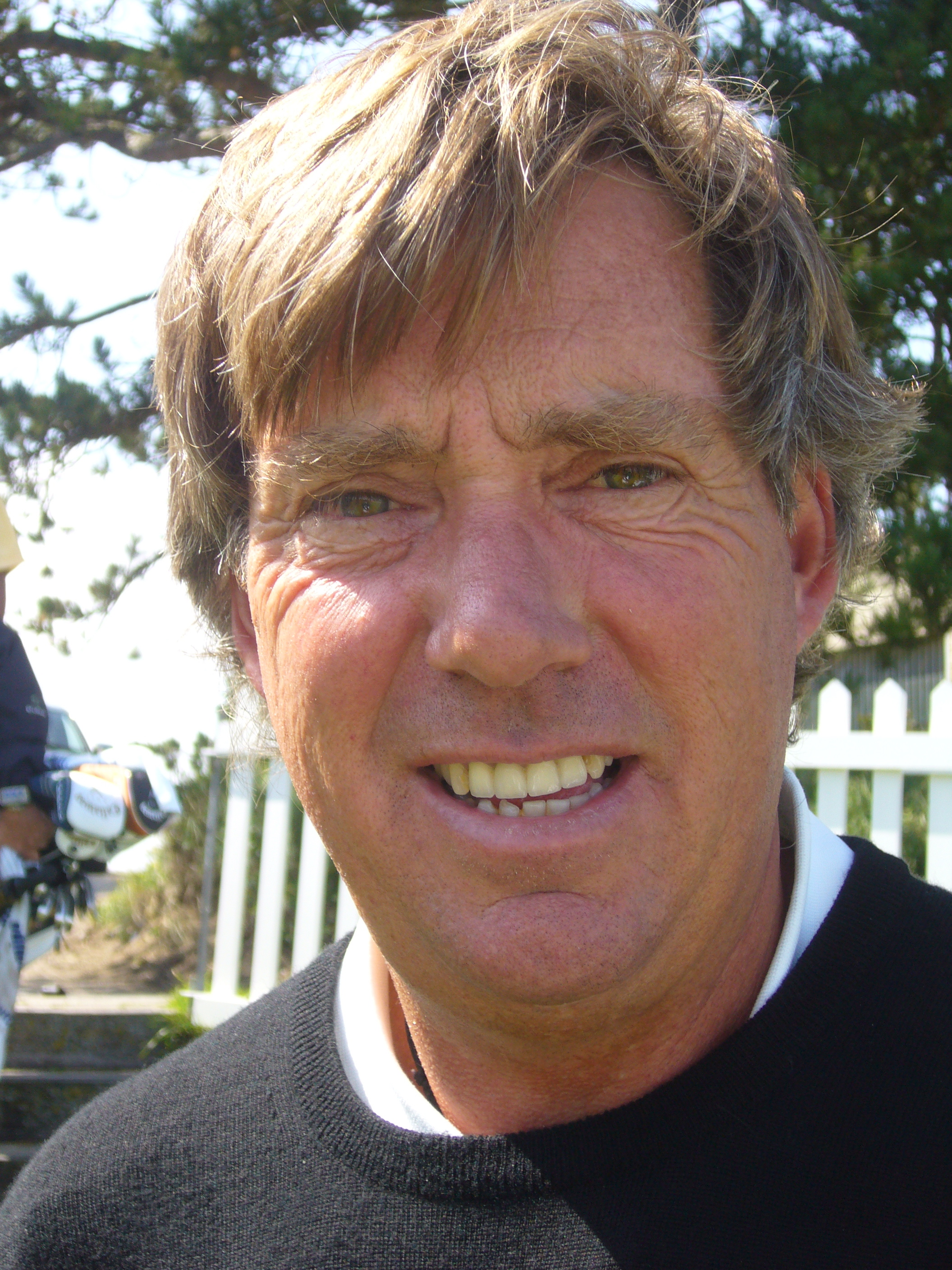
Barry Lane

#### Ronde 1
Vrijdag om half 12 slaan Massy Kuramoto (winnaar Van Lanschot Open), Peter Fowler (Nr 1 van 2011) en Bernhard Langer samen af. De 54-jarige Langer groeide op in Augsburg, slechts 30 km van Wörthsee verwijderd. Hij speelde net voor dit toernooi nog een toernooi van de Europese PGA Tour: pp het BMW International Open in Keulen en eindigde op de 23ste plaats. 
De toeschouwers die met deze groep meeliepen, zagen hoe Fowler zeven birdies maakte en aan de leiding kwam. Zijn twee medespelers maakten een ronde van 69.  Barry Lane maakte later ook een ronde van 65.
Tim Thelen, winnaar van de Tourschool vorig jaar, eindigde op de 3de plaats samen met Mark Mouland.

#### Ronde 2
Het was 35 graden in München. Andrew Oldcorn maakte de beste ronde, met een score van 66 steeg hij naar de gedeeld 10de plaats. Tim Thelen eindigde op de 2de plaats en de 3de plaats werd gedeeld door Barry Lane en Peter Fowler.

#### Ronde 3

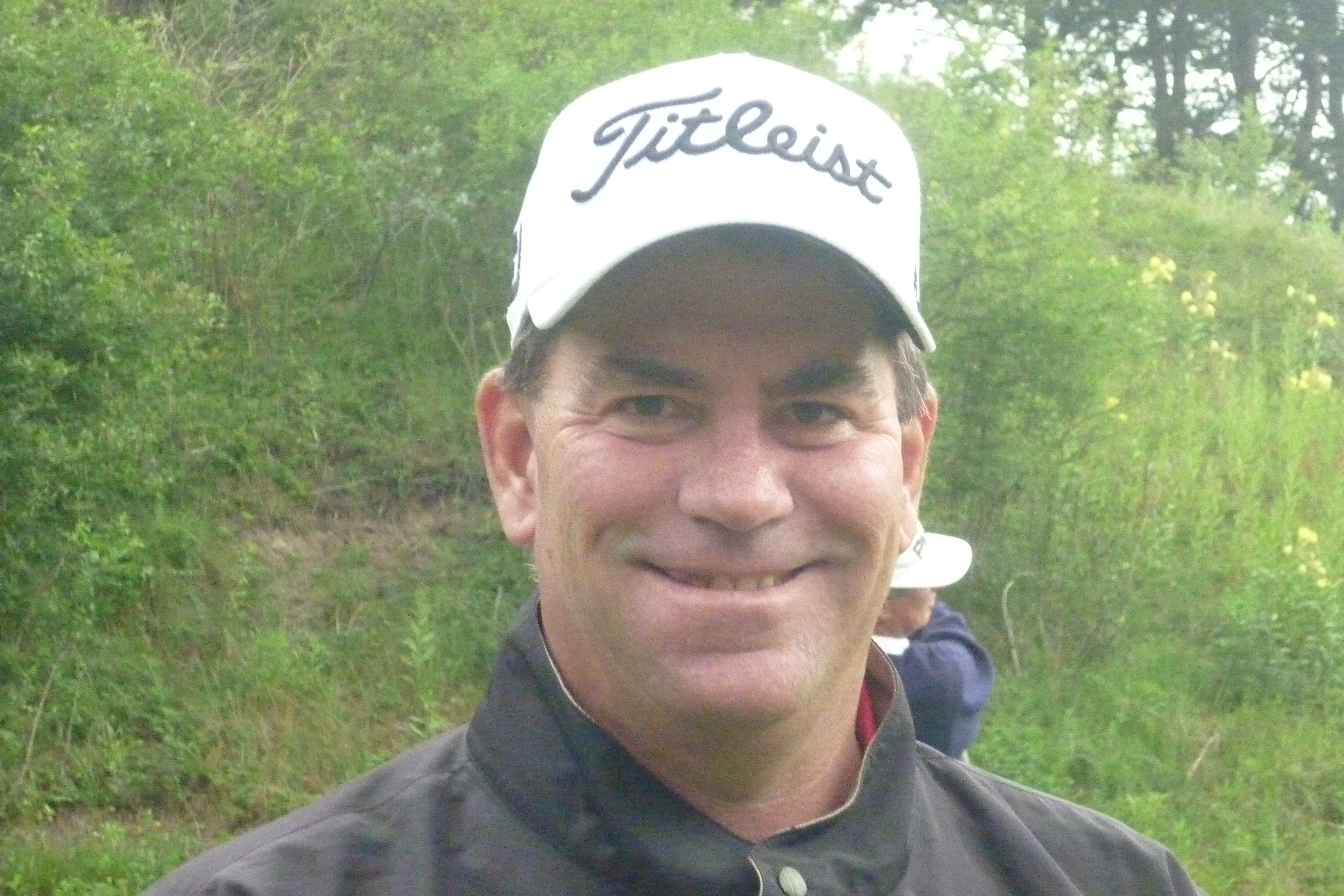
Winnaar Tim Thelen

De laatste ronde begon voor Tim Thelen met een albatros (een 2 op een par 5), een dubbel-bogey (een 5 op een par 3), een birdie, een par en twee bogeys. Niet helemaal zoals je dat voorstelt voor iemand die het toernooi gaat winnen, maar daarna stond hij weer gelijk aan de baan. In de laatste tien holes maakte hij nog vijf birdies en had hij een voorsprong van drie slagen op zijn achtervolgers.
De trofee werd aan hem uitgereikt door Gary Player, ambassadeur van het toernooi. 
| Speler          | Ronde 1 | Ronde 1 | Nr | Ronde 2 | Ronde 2 | Totaal | Nr | Ronde 3 | Ronde 3 | Totaal | Nr |
| --------------- | ------- | ------- | -- | ------- | ------- | ------ | -- | ------- | ------- | ------ | -- |
| Tim Thelen      | 66      | −6      | T3 | 68      | −4      | −10    | 2  | 67      | −5      | −15    | 1  |
| Mark Mouland    | 66      | −6      | T3 | 67      | −5      | −11    | 1  | 71      | −1      | −12    | T2 |
| Peter Fowler    | 65      | −7      | T1 | 70      | −2      | −9     | T3 | 69      | −3      | −12    | T2 |
| Barry Lane      | 65      | −7      | T1 | 70      | −2      | −9     | T3 | 69      | −3      | −12    | T2 |
| Bernhard Langer | 69      | −3      | T8 | 67      | −5      | −8     | 5  | 69      | −3      | −11    | 5  |

| Leider |  | Toernooirecord |  | MC = missed cut = cut gemist |

## De spelers
| - Graham Banister - Mark Belsham - John Bland - Gordon Brand Jr. - Gordon J. Brand - Jerry Bruner - Delroy Cambridge - Bob Cameron - Luis Carbonetti - John Chillas - Steve Cipa - Mike Cunning - Peter Dahlberg - Rodger Davis - Ross Drummond - Denis Durnian - Tim Elliott - Marc Farry | - Ángel Fernández - Anders Forsbrand - Peter Fowler - Angel Franco - Antonio Garrido - Rick Gibson * - John Gould - Jeff Hall - John Harrison - Mike Harwood - Mark James - Nick Job - Tony Johnstone - Barry Lane - Bernhard Langer - Bobby Lincoln - Bill Longmuir - Gordon Manson | - Miguel Ángel Martín * - Zeke Martinez - Carl Mason - Stephen McAllister * - David Merriman - Peter Mitchell - Mark Mouland - Gerry Norquist * - Andrew Oldcorn - Denis O'Sullivan - Manuel Piñero - Juan Quiros - Glenn Ralph - Noel Ratcliffe - Jim Rhodes - José Rivero - Costantino Rocca - Boonchu Ruangkit (2010) | - David J Russell - Andrew Sherborne - Bertus Smit - Des Smyth - Kevin Spurgeon - Tim Thelen - Katsuyoshi Tomori - Sam Torrance - Steve van Vuuren - Philip Walton * - Chris Williams - Gary Wolstenholme - Ian Woosnam (2011) Invitatie - Domingo Hospital - Massy Kuramoto - George Ryall - Richard Volding - Paul Wesselingh |

De rookies zijn herkenbaar aan het sterretje achter hun naam.